# Arnoldus Johannes Petrus van den Broek

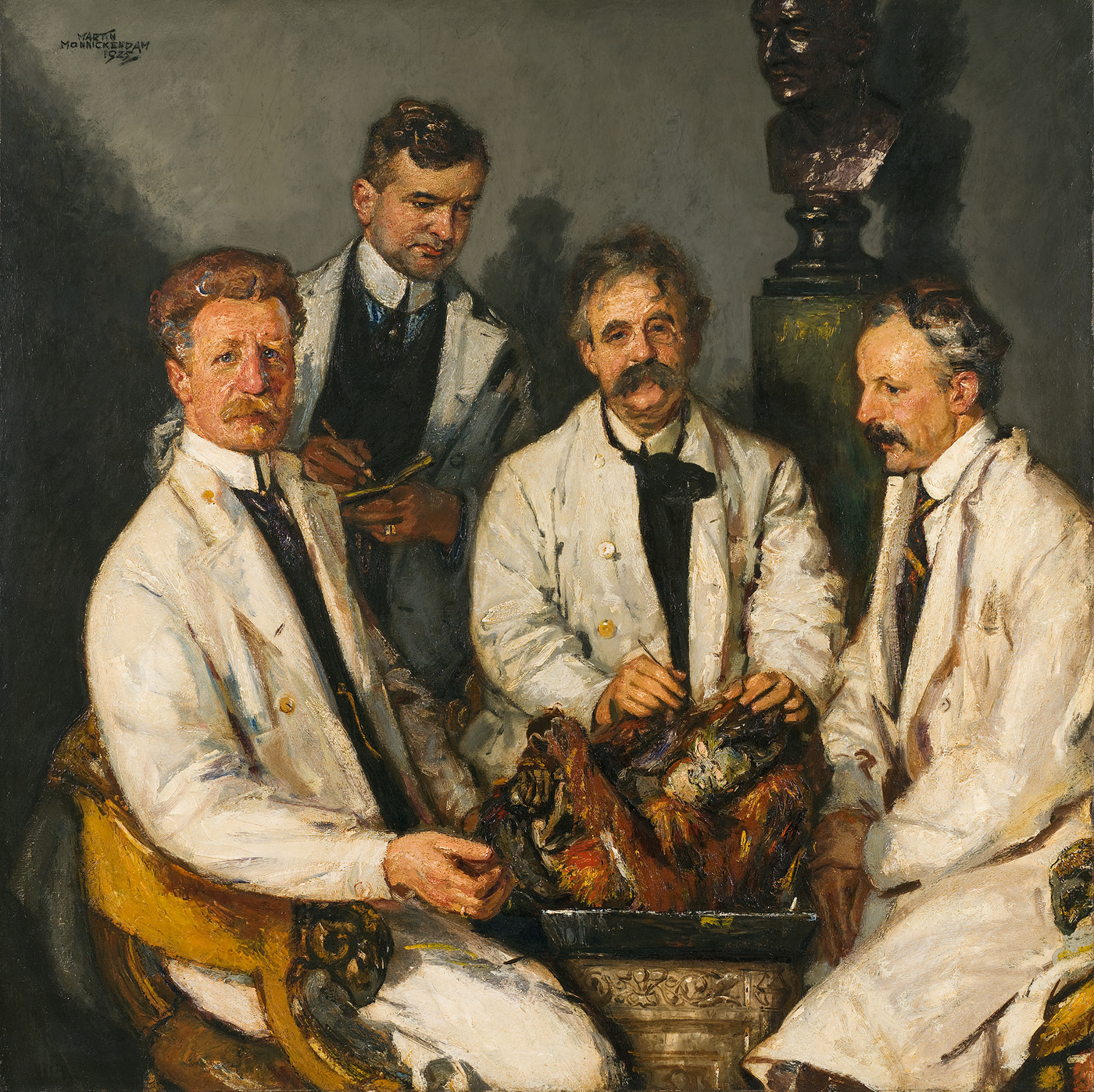
Anatomische les van Prof. L. Bolk door Martin Monnickendam. V.l.n.r.: Boeke, Barge, Bolk en Van den Broek

Arnoldus Johannes Petrus van den Broek (Haarlem, 27 oktober 1877 – Utrecht, 18 februari 1961) was een Nederlands anatoom en fysisch antropoloog.

## Loopbaan
Van den Broek studeerde medicijnen aan de Universiteit van Amsterdam waar hij in 1902 zijn artsexamen deed. Zijn interesse ging daarna vooral uit naar de anatomie. Hij werd prosector en in 1905 privaatdocent in de anatomie aan de Amsterdamse universiteit. In 1909 volgde zijn benoeming tot gewoon hoogleraar in de anatomie aan de Universiteit Utrecht. Zoals dat bij meer artsen-anatomen van zijn generatie het geval was ontwikkelde Van den Broek een grote belangstelling voor de antropologie, in het bijzonder voor de lichamelijke kenmerken van de toen pas ontdekte 'dwergrassen' in Nederlands-Nieuw-Guinea waaraan hij enkele gezaghebbende publicaties wijdde. Voor een breder publiek schreef hij een aantal succesvolle boeken over de evolutie en vroegste geschiedenis van de mens.
Van den Broek vervulde een bestuursfunctie bij het Nederlandsch Nationaal Bureau voor Anthropologie en was lid van het Provinciaal Utrechts Genootschap van Kunsten en Wetenschappen en de Association des Anatomistes. Van 1923 tot 1924 was hij rector magnificus van de Universiteit Utrecht.
In 1924 kreeg hij een eredoctoraat van de Universiteit van Amsterdam.

## Selecte bibliografie
- Enkele beschouwingen omtrent het probleem der verwantschap van den mensch tot de zoogdieren (diss. UvA), 1905.
- "Ueber Pygmäen in Niederländisch-Süd-Neu-Guinea", in: Zeitschrift für Ethnologie 45, 1913, pp. 23–49.
- "Untersuchungen an Schädeln aus Niederländisch-Süd-West-Neu-Guinea", in: Nova Guinea 7, 1915, pp. 163–232.
- "Das Skelett eines Pesechem", in: Nova Guinea 7, boek 3, 1918, pp. 233–276.
- Ontwikkelingsgeschiedenis van den mensch. Haarlem, 1921.
- De levensklok. Utrecht, 1921
- De normale gestalte van den mensch. Utrecht, 1924.
- Over het ontstaan van spraak en schrift. Haarlem, 1934
- Oudste geschiedenis van den mensch. Utrecht, 1936
- De dageraad der menschheid. Utrecht, 1947.
- Leerboek der beschrijvende ontleedkunde van de mens. Utrecht, 1954.

## Over Van den Broek
- Mijsberg, W.A., "Prof. Dr. A.J.P. van den Broek 50 jaar arts", in: Nederlands Tijdschrift voor Geneeskunde 1952, p. 1442.
- Woerdeman, M.W., "Prof. Dr. A.J.P. van den Broek vijftig jaar hoogleraar", in: Nederlands Tijdschrift voor Geneeskunde 1959, p. 2033.
- Dankmeijer, J., "In memoriam: Prof. Dr. A.J.P. van den Broek (1877-1961)", in: Nederlands Tijdschrift voor Geneeskunde 1961, p. 459.